# Veenendaal-Veenendaal 1995
La Veenendaal-Veenendaal 1995, decima edizione della corsa, si svolse il 26 aprile su un percorso di 211 km, con partenza e arrivo a Veenendaal. Fu vinta dal tedesco Olaf Ludwig della squadra Team Deutsche Telekom davanti al belga Peter Van Petegem e all'australiano Patrick Jonker.

## Ordine d'arrivo (Top 10)
| Pos. | Corridore         | Squadra                     | Tempo    |
| ---- | ----------------- | --------------------------- | -------- |
| 1    | Olaf Ludwig       | Team Deutsche Telekom       | 5h07'42" |
| 2    | Peter Van Petegem | TVM                         | s.t.     |
| 3    | Patrick Jonker    | ONCE                        | s.t.     |
| 4    | Arvis Piziks      | Novell                      | s.t.     |
| 5    | Wim Feys          | Vlaanderen 2002-Eddy Merckx | s.t.     |
| 6    | Michel Vanhaecke  | Collstrop-Lystex            | s.t.     |
| 7    | Herman Frison     | Lotto-Isoglass              | s.t.     |
| 8    | Axel Merckx       | Motorola                    | s.t.     |
| 9    | Fabrizio Bontempi | Brescialat-Fago             | a 45"    |
| 10   | Serge Baguet      | Lotto-Isoglass              | s.t.     |